# Fénery

Fénery este o comună în departamentul Deux-Sèvres, Franța. În 2009 avea o populație de 308 de locuitori.